# جينغ واي
جينغ واي (بالصينية: 郑伟) (13 يونيو 1981 بتشينغداو في الصين - ) هو لاعب كرة قدم صيني في مركز الوسط. لعب مع شانغهاي غرينلاند شينهوا ونادي غويزهو رينهي ونادي شانغهاي بودونغ لكرة القدم ونادي تشونغتشينغ.

## وصلات خارجية
- جينغ واي على موقع قاعدة بيانات كرة القدم.إي يو (الإنجليزية)